# Abu Sajla
Abu Sajla (arab. أبو ثيلة, Abū Thaylah) – osada położona w Katarze, w prowincji Umm Salal.